# Enzo Mainardi
(E.M., Il mio sogno, Preludi 1919)
Enzo Mainardi (E.M.; Ticengo, 30 luglio 1898 – Cremona, 16 novembre 1983) è stato un poeta e pittore italiano.

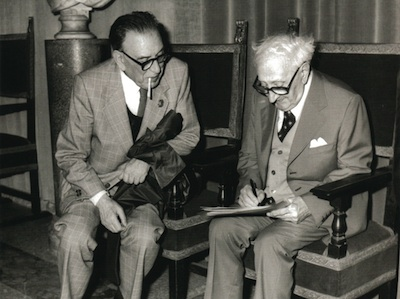
I futuristi Enzo Mainardi (a sinistra) e Francesco Cangiullo a Roma in Campidoglio nel 1976, in occasione delle celebrazioni per il centenario della nascita di Filippo Tommaso Marinetti

La sua attività letteraria e artistica è interamente riconducibile al Futurismo italiano.

## Biografia
Aderisce al Movimento futurista nel 1914 in occasione di una manifestazione interventista a Milano, nel corso della quale incontra per la prima volta Marinetti. Si arruola volontario allo scoppio della prima guerra mondiale e – rimasto ferito durante un'operazione a Caposile – viene successivamente congedato come invalido di guerra. Nel 1918-19, al termine della guerra, aderisce ai Fasci futuristi.

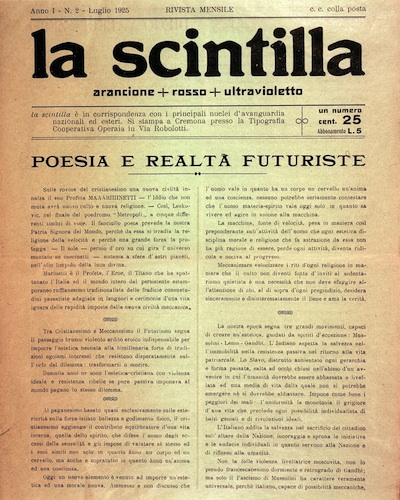
La Scintilla, rivista futurista

Negli anni 1919 e 1920 frequenta un corso di Filosofia e Lettere moderne a Grenoble e, nel 1919, pubblica Preludi, la sua prima raccolta di poesie tra cui figura Il mio sogno che, letta da Marinetti in occasione delle serate futuriste in Italia e all'estero, darà a Mainardi ampia notorietà. Nel 1921 e nel 1922 pubblica rispettivamente le raccolte poetiche Istantanee e Illusioni.

Nel 1923 è eletto sindaco di Casalmorano. Partecipa alla battaglia poetica di Bologna (1924) con Marinetti ed i musicisti futuristi Casavola e Mix, e nel 1925 fonda il mensile futurista La Scintilla che - sul frontespizio - si dichiara in corrispondenza con i principali nuclei d'avanguardia nazionali ed esteri.

Mainardi entra in contrasto con Farinacci, al tempo ràs di Cremona: radiato dal Partito, è costretto a dimettersi da sindaco ed abbandona la provincia, trasferendosi in altre città ed infine a Milano. Dal matrimonio con Maria Soldi nascono i figli Maria Giovanna e Danilo. Alfine, nel 1947, torna a Cremona ove si stabilisce definitivamente.

Mainardi inizia l'attività pittorica molto giovane (1918: il fantino, 1922: la donna illogica, 1924: l'uomo di carta). La sua produzione è particolarmente abbondante: riprendendo spesso i temi dei primi disegni e dipinti, continuerà a dipingere fino alla fine dei suoi giorni.

Il 24 ottobre del 2009, anno del Futurismo, viene inaugurata ed intitolata ad E.M. la nuova sala della biblioteca civica comunale del paese natale dell'artista. Nella stessa data apre a Cremona la principale mostra retrospettiva sull'attività di E.M., pittore e poeta futurista.

## Bibliografia

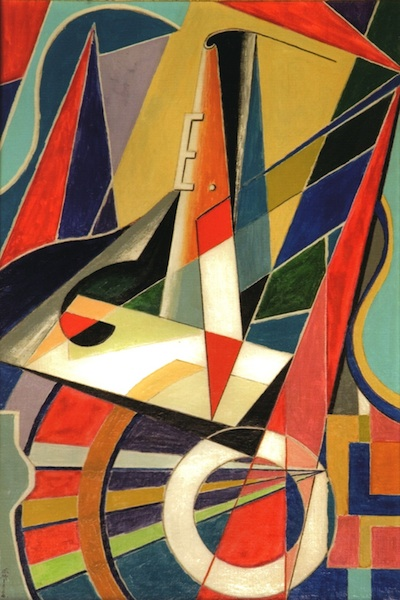
Lettera E, 1925

### Scritti e poesie di Mainardi
- Il Sogno, Lirica, Tip. Rossi, Soresina (Cr) 1919.
- Preludi, poesie, Tip. Rossi, Soresina (Cr) 1921.
- Istantanee, poesie, Tip. Apollonio, Cremona 1922.
- La Scintilla. Arancione + rosso + ultravioletto, n. 1, 2, 3 Tip. Operaia, via Robolotti, Cremona, 1925.
- Io e la donna esotica, novelle futuriste, Edizione Drappoverde, Milano 1928.
- Istantanee e illusioni, III ed., Antonimi, Milano 1938.
- La conquista dello spazio. Fantasie cosmiche, 1969, in proprio.
- Preludio Istantanee Illusioni. Un Capolavoro Futurista degli anni 20, IV ed., Tip. Rossi, Soresina 1973 (con bibliografia).
- Il Sogno (1919). Lirica di E.M. poeta e pittore futurista cremonese, Tip. Artigiana, Cremona 1976 (con cenni biografici).
- 3 Liriche di E.M. poeta e pittore futurista cremonese, V ed., Arte Nuova, Cremona 1981 (con repertorio critico).
- Poesia ritratto identikit di Boccioni, in Il Futurismo Oggi, gen. – feb. 1982, Roma, anno XIV, n. 1 – 2, p. 7.